# الشراقي (الشاهل)

تعديل مصدري - تعديل

الشراقي هي إحدى قرى عزلة مديخة بمديرية الشاهل التابعة لمحافظة حجة، بلغ تعداد سكانها 338 نسمة حسب تعداد اليمن لعام 2004.